# Левенцівка (Чутівська селищна громада)
Леве́нцівка — село в Україні, у Чутівській селищній громаді Полтавського району Полтавської області. Населення становить 146 осіб.

## Географія
Село Левенцівка знаходиться за 3 км від правого берега річки Орчик, на відстані 3 км від села Василівка та за 3,5 км від села Вільхуватка. Село розташоване на правому березі Балки Безіменної.

## Історія
12 червня 2020 року, відповідно до розпорядження Кабінету Міністрів України № 721-р «Про визначення адміністративних центрів та затвердження територій територіальних громад Полтавської області», село увійшло до складу Чутівської селищної громади.
19 липня 2020 року, в результаті адміністративно — територіальної реформи та ліквідації Чутівського району, село увійшло до складу новоутвореного Полтавського району.

## Пам'ятники
1969 року в селі був встановлений пам'ятник Максиму Горькому — монолітна залізобетонна напівфігура на такому ж чотиригранному п'єдесталі. Скульптуру перемістили до музею в Путивлі «Парк радянського періоду».